# 송탄시·평택군·안성군
송탄시·평택군·안성군은 대한민국의 옛 국회의원 선거구이다. 당시 경기도 송탄시, 평택군, 안성군 지역을 관할했다.

## 역사
1981년 7월에 평택군 송탄읍이 송탄시로 승격되었다. 이에 평택군·안성군 선거구가 대한민국 제12대 국회의원 선거를 앞두고 송탄시·평택군·안성군 선거구로 개편되었다.
1986년 1월, 평택군 평택읍이 평택시로 승격되었다. 이에 대한민국 제13대 국회의원 선거를 앞두고 송탄시, 평택시는 송탄시·평택시 선거구를, 평택군은 평택군 선거구를, 안성군은 안성군 선거구를 형성하게 되면서 폐지되었다.

## 역대 국회의원
| 선거   | 정당 | 정당       | 1위 의원 | 정당 | 정당       | 2위 의원 |
| ------ | ---- | ---------- | -------- | ---- | ---------- | -------- |
| 1985년 |      | 민주정의당 | 이자헌   |      | 민주한국당 | 유치송   |

## 역대 선거 결과

### 대한민국 제12대 국회의원 선거
|  | 36.87% |

|  | 35.48% |

|  | 27.63% |